# Pecqueuse
Pecqueuse é uma comuna francesa na região administrativa da Ilha-de-França, no departamento de Essonne. Estende-se por uma área de 7,4 km². Em 2010 a comuna tinha 559 habitantes (densidade: 75,5 hab./km²).